# Leberschau

Babylonische Tonleber, 2.000 v. Chr.

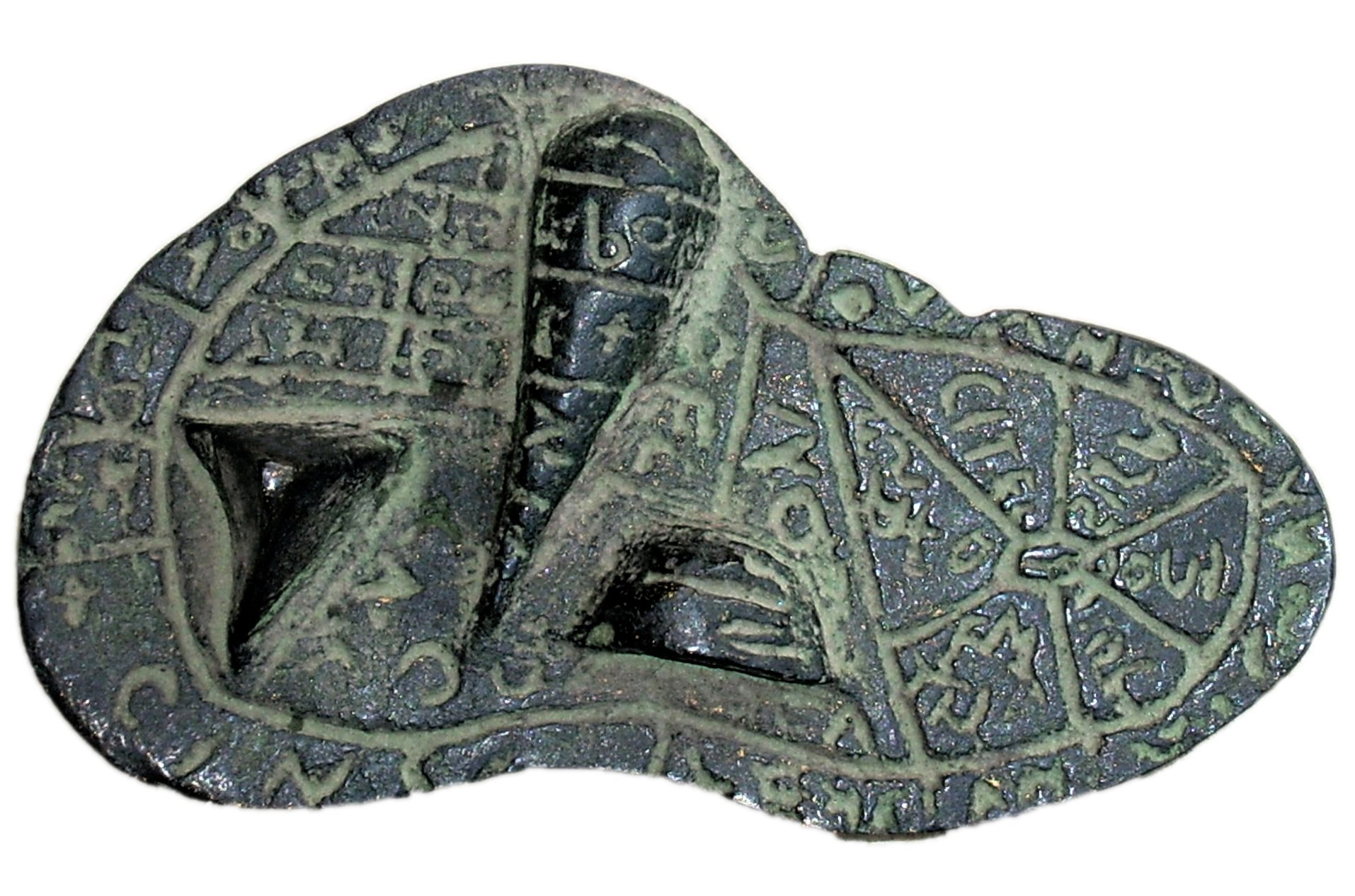
Bronzeleber von Piacenza

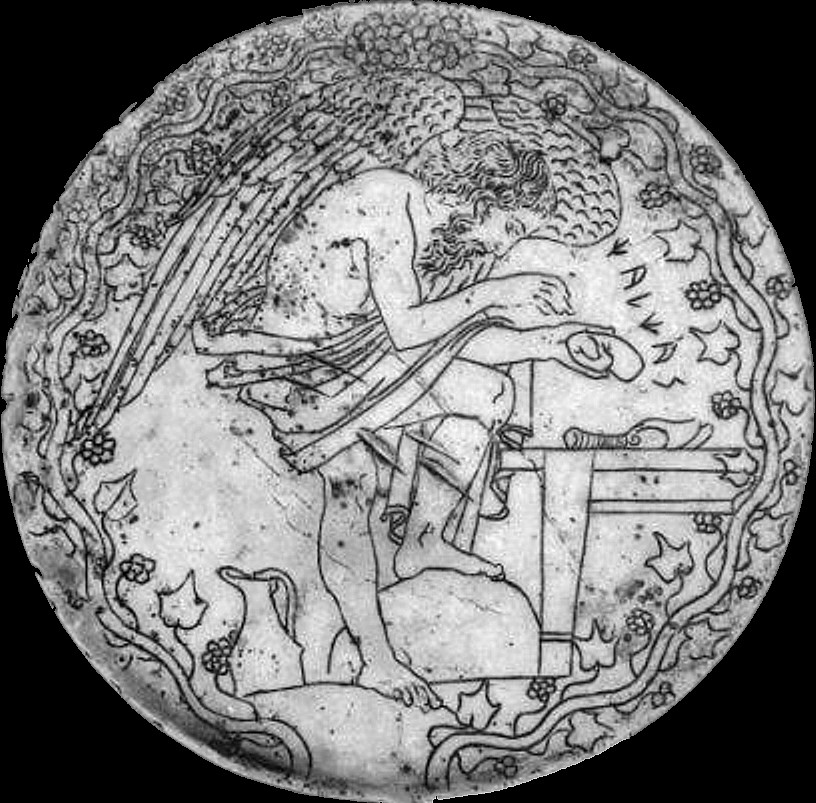
Der etruskische Kalchas-Spiegel zeigt den griechischen Seher Kalchas als Haruspex bei der Leberschau.

Die Leberschau (griech. Hepatomantie oder auch Hepatoskopie) war eine der zentralen und meistverbreiteten Praktiken der Opferschau im antiken Orakelwesen und der Omenkunde und spielt auch heute noch gelegentlich in einigen traditionellen asiatischen Kulturen eine Rolle. 
Die Leberschau ist häufig Teil einer Hieroskopie, auch Hieromantie, einem Wahrsagen aus Opfermaterial, (von altgriechisch ἱερός hieros „Heiliges“, „Opfer“ und altgriechisch μαντεία manteia „Wahrsagen“). Sie reiht sich ein in eine Reihe divinatorischer Verfahren, welche mittels Opfermaterial die Zukunft vorauszusagen versuchen.

## Ursprung
Bei den Babyloniern galt die Leber als Hauptstück der Eingeweide und neben dem Herz als Zentralorgan des Lebens, als Mikrokosmos, in dem der Wille Gottes sich wie im Makrokosmos kundtut. Zur Erkundung dieses Willens wurde ein besonderes Opfertier (Schaf) für die Opferschau geschlachtet und dann wurde von regelrecht ausgebildeten Opferschauern das Aussehen der Leber gedeutet.

## Deutung
Die rechte Seite der Leber wurde vom Opferschauer auf die Verhältnisse des Klienten, die linke Seite auf die fremden Verhältnisse bezogen. Die Leber wurde in verschiedene Regionen aufgeteilt, die mit Berg, Fluss, Straße, Palast, Ohr, Bein, Finger, Zahn, Vulva und Hoden der Leber bezeichnet wurden. Ungewöhnliche Löcher in der Leber galten als Omen, das zur Vorsicht riet.

## Überlieferungen
Die ältesten überlieferten Zeugnisse über die Leberschau stammen aus der Zeit des assyrischen Königs Sargons I. und des akkadischen Herrschers Naram-Sin. In Omenform wurden Geschichtsereignisse gedeutet, z. B.:
- wenn die Oberfläche der Leber [wie] ein Löwe ist, so ist es ein Omen des Sargon, der unter diesem Omen [in dem Äon der Ištar] empor kam und keinen Widerpart noch Gegner hatte. Seinen Glanz über [die Länder goss er aus]. Das Meer des Westens überschritt er; drei Jahre im Westen [alle Länder] eroberte seine Hand....
- wenn die Oberfläche der Leber wie ... und Gallenblase und Pyramidalfortsatz nicht vorhanden sind, der Gallenblasengang lang ist und die Leberfläche umschließt, [so ist das ein Omen] des Sargon, der seinen Palast auf fünf Meilen an Umfang erweiterte...
- wenn die Leberoberfläche ihrem Umfange nach die Gallenblase umschließt und die untere Spitze über sie fällt und die Blase hinter die Oberfläche fällt und dort festsitzt, so ist das ein Omen des Sargon, der nach dem Lande ... zog und das Land ... unterjochte und dessen Hand damit die vier Weltteile eroberte.

## Andere Völker
Omentexte und Praktiken der babylonischen Leberschau wurden von Nachbarkulturen (Hurritern, Elamitern, Hethitern) adaptiert und wurden prägend auch für die indische, ägyptische, griechische und etruskische Tradition (siehe Haruspex). Auch den Azteken war die Opferschau bekannt und der Leber wurde hierbei, ähnlich wie bei den Babyloniern, eine zentrale Rolle als Sitz des Lebens zuerkannt (siehe Götterbild des Mictlantecuhtli).

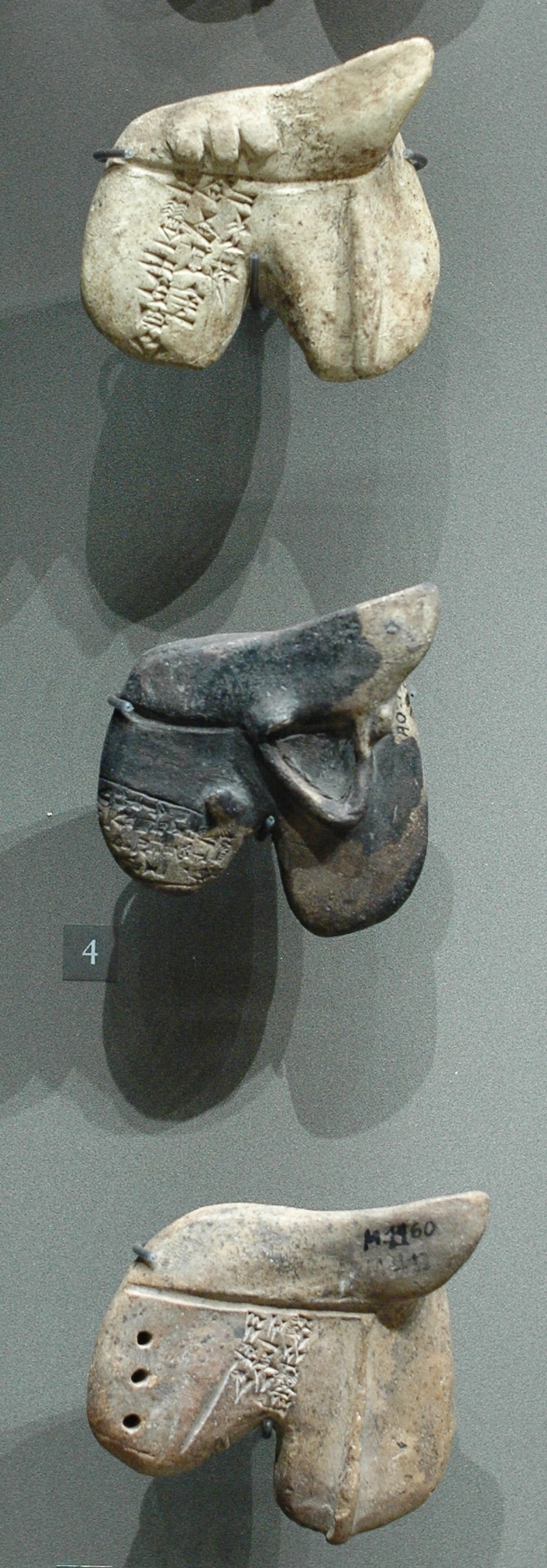
Modelle von Tonlebern aus Syrien.